# Mohamed Abd Al-Jawad
Mohamed Abd Al-Jawad (arabe : محمد عبد الجواد) (né le 28 novembre 1962 à Djeddah en Arabie saoudite) est un joueur de football international saoudien, qui évoluait au poste de défenseur.

## Biographie

### Carrière de sélection
Avec l'équipe d'Arabie saoudite, il a disputé 103 matchs (pour 4 buts inscrits) entre 1980 et 1994, et fut notamment dans le groupe des 23 lors de la Coupe d'Asie des nations de 1984.
Il a également disputé la coupe du monde de 1994.

## Palmarès
Al-Ahli
| - Championnat d'Arabie saoudite (1) : - Champion : 1983-84. - Ligue des champions : - Finaliste : 1985-86. |  | - Coupe du golfe des clubs champions (1) : - Vainqueur : 1985. |